# Farní sbor Českobratrské církve evangelické v Hodslavicích
Farní sbor Českobratrské církve evangelické v Hodslavicích je sborem Českobratrské církve evangelické v Hodslavicích. Sbor spadá pod Moravskoslezský seniorát.
Sbor byl založen roku 1782 jako luterský. Současný zděný kostel byl vystavěn v letech 1813–1819; v letech 1851–1852 k němu byla přistavěna věž.
Farářem sboru je Lubomír Červenka, kurátorkou sboru je Libuše Palacká.

## Faráři sboru
- Ján Michalec (1782–1785)
- Ondřej Lehotský (1785–1788)
- Ondřej Sloboda (1788–1794)
- Jan Pilečka st. (1794–1833)
- Jan Pilečka ml. (1834–1883)
- Antonín Štúr (1884–1924)
- Hugo Krause (1924–1945)
- Josef Ondruch (1945–1967)
- Jiří Řehák (1967–1982)
- Jan Nohavica (1982–1988)
- Jan Lukáš (1989–1990)
- Mojmír Blažek (1995–2003)
- Jiřina Kovářová (2003–2007)
- Lubomír Červenka (2007–)
- Mária Jenčová (2009–2014)